# Julius Gustaaf Arnout Koenders

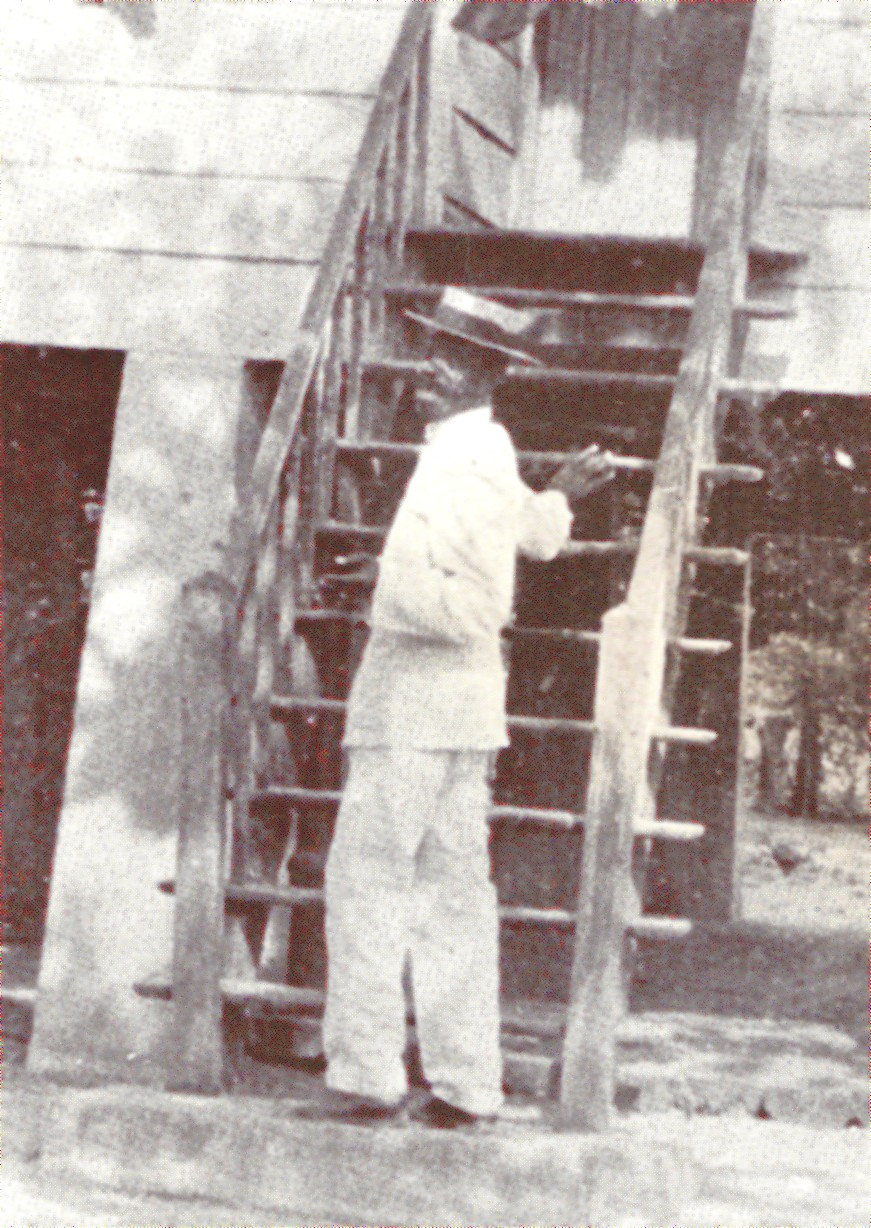
De enige bekende foto van 'Papa Koenders'

Julius Gustaaf Arnout Koenders (Paramaribo, 1 maart 1886 – aldaar, 17 november 1957) was een Surinaams onderwijzer en fervent activist voor het Sranan. In eigen woorden 'kleinzoon van grootouders die slaven waren'. Hij was met zijn vereniging Pohama een fel voorvechter van het Sranan en de Creoolse cultuur, met name met zijn maandblad Foetoe-boi [Loopjongen] dat verscheen van mei 1946 tot en met april 1956. ‘Papa’ Koenders publiceerde: Foe memre wi afo,1 juli 1863-1943, Het Surinaamsch in een nieuw kleed [Om onze voorouders te herdenken] (1943), 60 moi en bekentie singie na Sranantongo [60 mooie en bekende liederen in het Sranan] (1944) en Aksie mie, mie sa piekie joe foe wie skien [Vraag me, ik zal je antwoorden over het menselijk lichaam] (1945). Koenders heeft grote invloed gehad op auteurs als Eddy Bruma, Trefossa en Michaël Slory.
In 2021 was een maand op de Iconenkalender van NAKS gewijd aan Koenders.